# Malínovka (Aguínskoie)
Malínovka (en rus: Малиновка) és un poble del krai de Krasnoiarsk, a Rússia, segons el cens del 2010 tenia 231 habitants. Pertany al districte municipal d'Aguínskoie.